# تاسوعات

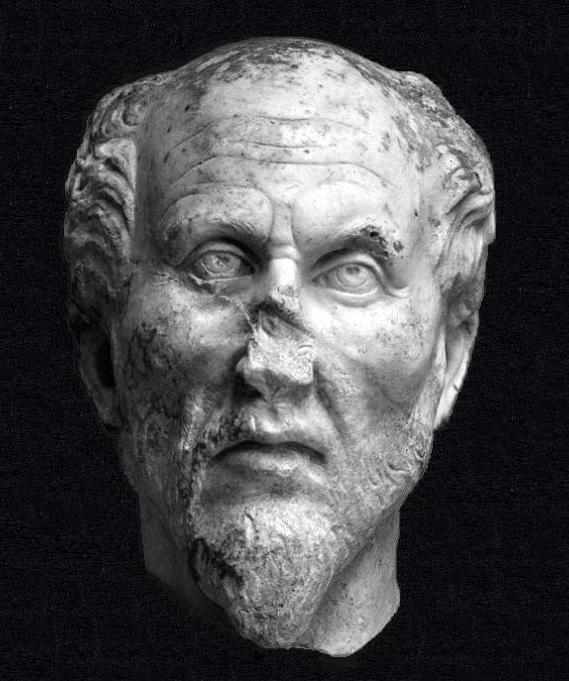
جنس مجسمه ی سر از سنگ مرمر سفید است. گردن به طرز مورب شکسته است و سر به دو نیمه شکسته و بازسازی شده است. نیمه پایینی بینی از بین رفته. یکی از چهار کپی که همگی در اوستیا کشف شدند. شناسایی به عنوان فلوطین قابل قبول است اما ثابت نشده است.

تاسوعات، کتابی است اثر فلوطین (متولد ۲۰۴ - ۲۷۰ میلادی) در زمینه فلسفه و اخلاق که وی به اصرار شاگردان خود دست به نوشتن آن زد و نوشته‌های او را، شاگردش، فرفوریوس در ۵۴ رساله گرد آورد. فرفوریوس نوشته‌ها را در شش دستهٔ ۹تایی مرتب ساخت و هر دسته را یک «انئاد» نامید. (در زبان یونانی به معنای ۹ گانه‌است و در عربی تاسوعات نامیده می‌شود)

## فلوطین
اَفْلوطین، یا فلوطین، پلوتینوس، از فیلسوفان مشهور یونانی است؛ وی نزد فیلسوفان مسلمان به شیخ الیونانی شهره است. وی به‌نوعی آخرین فیلسوف متأثر از فلسفه یونان بوده‌است. وی به اصرار شاگردانش، تعالیم خود را نوشته و سپس توسط شاگردانش تقسیم‌بندی شده و در نهایت تبدیل به کتابی شد که نه فصل را شامل می‌شد؛ به این کتاب تهیه شده، انئاد فلوطین یا به عبری تاسوعات فلوطین گفته می‌شد.

## کتاب تاسوعات
منظور از تاسوعات پنجاه و چهار رساله کوچک است، در شش مجلد، هریک حاوی نه رساله، شامل مباحث مختلف. در تاسوعه نخستین، بحث دربارهٔ انسان و اخلاق است. دومی و سومی شامل مباحث عالم محسوس و عنایت الهی است؛ و هریک از سه تاسوعه دیگر، حاوی یکی از اصل‌های سه‌گانه فلوطین (ثالوث) یعنی نفس و عقل و واحد (خیر) است. در واقع، او در هر تاسوعه، موضوعات مختلفی را مورد بحث قرار داده‌است.
در شیوه نگارش این کتاب توسط شاگردان فلوطین، دانشنامه بزرگ اسلام می‌نویسد: «فرفوریوس گزارش می‌دهد که طی ۶ سالی که وی نزد افلوطین می‌گذرانده، همواره او را برمی‌انگیخته، و تشویق می‌کرده‌است که به نوشتن ادامه دهد؛ بنابراین گزارش، افلوطین برای نخستین بار در ۴۹ سالگی، یعنی در حدود سال ۲۵۳ یا ۲۵۴ م آغاز به تألیف کرده بوده، و بر روی هم ۵۴ رساله نوشته‌است.» دانشنامه بزرگ اسلامی در تشریح کتاب تاسوعات آورده‌است که فرفوریوس آن ۵۴ رساله را به ۶ گروه تقسیم کرد که هر گروه ۹ رساله را شامل می‌شد و هر رساله دارای چندین فصل بود. فرفوریوس آن مجموعه را اِنِّئادِس یعنی نهگانه‌ها نامیده. موضوع‌ها این کتاب از چیزهای محسوس زمینی آغاز می‌شود و به امور فرامحسوس آسمانی می‌رسد؛ به دیگر سخن، از مشخص به مجرد کشیده می‌شود.
اولین مجلد این کتاب به شرح زیر تقسیم‌بندی شده‌است:
1. رساله اول: موجود زنده چیست؟
  - در این فصل به تفاوت و تغایر روح و بدن پرداخته شده و به این سوالات پاسخ داده می‌شود که شادی، غم، نفرت و ترس و… منشأ روحانی داشته یا جسمانی می‌باشند.
2. رساله دوم: دربارهٔ فضائل
  - در این فصل به صفات حسنه در چهار عنوان اصلی عفت، شجاعت، حکمت و عدالت پرداخته شده‌است.
3. رساله سوم: دربارهٔ دیالکتیک
  - در این فصل به واکاوی دیالکتیک پرداخته شده و از توانایی‌ها و ناتوانی‌های این مقوله سخن به‌میان آمده‌است.
4. رساله چهارم: دربارهٔ نیکبختی
  - در این فصل نیکبختی تعریف شده و به روش‌های رسیدن به آن اشاره می‌شود.
5. رساله پنجم: آیا نیکبختی با طول زمان فزونی می‌یابد؟
  - در این فصل به مفاد نیکبختی پرداخته شده تا مشخص گردد نیکبختی امری درونی است و خارج از بعد زمان یا بالعکس.
6. رساله ششم: دربارهٔ زیبایی
  - در این فصل به تعریف صحیح زیبایی اهتمام شده.
7. رساله هفتم: دربارهٔ نیک نخست
  - این فصل به نیکِ نخست مربوط شده و آن را سرچشمه و علت همه فعالیت‌ها معرفی می‌شود.
8. رساله هشتم: ماهیت بدی و منشأ آن
  - در این فصل به تعریف بدی و ماهیت ذاتی یا عرض آن پرداخته شده‌است.
9. رساله نهم: ترک تن به خواست خود
  - در این فصل، به بررسی روح و چگونگی ترک از بدن و زندگی ابدی در عالمی دیگر پرداخته شده‌است.

## ترجمه‌ها
به گفته دانشنامه بزرگ اسلامی، آخرین و بهترین چاپ انتقادی متن انئادها در «آثار افلوطین» به کوشش هنری و شویتسر (پاریس/ بروکسل / لیدن، ۱۹۵۱–۱۹۷۳م) در ۳ جلد منتشر شده‌است. همچنین بهترین ترجمه آلمانی این اثر، از ر. هاردر و دیگران، با متن یونانی، تبصره‌ها، توضیحات و فهرست (هامبورگ، ۱۹۵۶–۱۹۷۱م) و بهترین ترجمه انگلیسی از آرمسترانگ، همراه متن یونانی (لندن، ۱۹۶۶–۱۹۸۸م، ۷ ج) و بهترین ترجمه فرانسوی از بریه، با متن یونانی (پاریس، ۱۹۲۴–۱۹۲۸م، ۷ج).